# Tammiku (Haapsalu)
Koordinaten: 58° 56′ N, 23° 42′ O
Tammiku (deutsch Tammiko) ist ein Dorf (estnisch küla) in der Stadtgemeinde Haapsalu (bis 2017: Landgemeinde Ridala) im Kreis Lääne in Estland.
Der Ort hat 23 Einwohner (Stand 31. Dezember 2016).